# Viola argentina
Viola argentina är en violväxtart som beskrevs av Wilhelm Becker. Viola argentina ingår i släktet violer, och familjen violväxter. Inga underarter finns listade i Catalogue of Life.